# 壊れはじめた天使たち
『壊れはじめた天使たち』（こわれはじめたてんしたち）は、都筑せつりによる日本の漫画作品。
「ASUKA」（角川書店）にて1999年1月号から2003年9月号まで連載された。単行本は全5巻。

## あらすじ
水を操る能力を持ち、人の心の傷に敏感な少女・惇。その正体とは……。

## 登場人物

### 主要人物
藤原 惇（ふじわら すなお）
本作の主人公。高校1年生。水を操る不思議な力を持つ少女。「律」という自分の半身とまで見なしていた人物を亡くしたことが原因で、自分の女の部分が許せないでいる。そのため、男子の制服を着用し、男子のように振る舞う。一人称も「ボク」。美人で独特の雰囲気を持つことから「目の保養になる」と同性からの人気が高い。性格は至ってマイペースで、教師たちに服装や成績のことで注意を受けても、ものともしない。心に傷を負った人を放っておけない質。力をコントロールするのには、精神力を要するらしい。
生島 紅羽（いくしま くれは）
惇のクラスメイトで、クラス委員長を務める。家が医者の家系のため、周囲からの期待や重圧でストレスから学校の音楽室に放火しようとしたところを惇に救われる。
綺麗なものや人が大好き。惇に救われ、ストレスから解放されたことで、欲望に忠実に生きようと決め、女王様キャラに変わり、惇と不純同姓交遊関係を結びたがる少女。また、校内の美少女をチェックしており、「美少女リスト」を作っている。料理は壊滅的に下手と語っているが、本当は上手。
紫月 覚耶（しづき かぐや）
惇の学校の養護教諭。派手な服装をし、奇抜な髪型をしている。生徒からは良く言えば人気があり、悪く言えばなめられている。惇の能力を知っても常に第三者・傍観者としての立場を崩さない。
古神道鷹塔流の本家の跡継ぎ候補だった。現在は本家とは絶縁している。
薬袋 帆景（みない ほかげ）
惇の同居人で、保護者のような存在。惇のことを「惇君」と呼ぶ。惇に武術や教養を仕込んだ。
古神道鷹塔流の人間で、主治医を務めていた。紫月と同じく、本家とは絶縁している。

### その他
鷹塔 透（たかとう ゆき）
古神道鷹塔流の次期当主。本家と絶縁した薬袋や紫月が能力者の惇を匿っていることを知り、敵対心を燃やす。火を操る能力を持つ。
神古 茅乃（みこ かやの）
古神道鷹塔流の人間。透とはいとこに当たる。人の心を読むことができる。ある理由から透の当主継承式を妨害しようとする。

## 所収
1. 2000年2月17日 ISBN 4049248115
2. 2000年11月17日 ISBN 4049248417
3. 2001年3月17日 ISBN 4049248638
4. 2001年10月17日 ISBN 4049248751
5. 2003年11月17日 ISBN 4049249545